# Ligne 33 du tramway de Bruxelles (2008-2011)
Pour les articles homonymes, voir Ligne 33.
Ne doit pas être confondu avec Ligne 33 du tramway de Bruxelles (1910-1960).
La ligne 33 est une ancienne ligne de tramway du tramway de Bruxelles qui a fonctionné entre le 30 juin 2008 et le 1er septembre 2011. Circulant uniquement en soirée, elle reliait Bordet Station à Stalle Parking via l’axe prémétro Nord-Sud de Gare du Nord à Albert, à la suite de son prolongement opéré depuis Vanderkindere, le 31 août 2009, avec au passage, l'abandon de la desserte de Churchill.

## Histoire
La ligne est créée le 30 juin 2008 lors de la dernière phase de la restructuration du réseau tram de la STIB car, en soirée, quand les fréquences sont moins soutenues, nombreux sont les clients qui préfèrent limiter les correspondances. Cette ligne de soirée ne roule, comme leur nom l'indique, qu'en soirée, c'est-à-dire après 20 h, comme c'est déjà le cas depuis le 2 juillet 2007 pour la ligne 32. Elle résulte, depuis le 31 août 2009, du prolongement de la ligne 4 jusqu'à Bordet Station, et en cadence avec la ligne 55. La ligne 33, dont parle Jacques Brel dans sa chanson Madeleine, sortie en 1962, partait de Watermael Boitsfort et allait jusqu'au terminus de Scheut à Anderlecht, et il y avait bien une friture chez Eugène sur le trajet du tram près d'un cinéma "Le Relais".
La ligne 33 a été supprimée le 1er septembre 2011, la ligne 4 fonctionnant dorénavant aussi toute la soirée. Au nord de Bruxelles, entre la Gare du Nord et Bordet Station, la ligne 33 est remplacée par la ligne 32, elle-même prolongée depuis la Gare du Nord jusqu’au zoning Da Vinci (via l’itinéraire du 55). Une nouvelle relation directe a ainsi été créée entre Forest, Schaerbeek et Haren.

## Tracé et stations
La ligne part de Bordet Station (en soirée cadencée avec la ligne 55 tout au long de son itinéraire), situé sur le Boulevard Léopold III et dessert un site propre partagé avec les bus. Les trams prennent ensuite, successivement les rues du Biplan, Fonson et Dekoster pour rallier la place de la Paix. Puis, les T3000 empruntent la rue Van Hamme (dans le sens contraire, c'est la rue Stuckens que les trams empruntent), desservent la station Tilleul et prennent la chaussée de Helmet et la rue Waelhem. Ils arrivent à la place Eugène Verboekhoven, point de correspondance avec la ligne 92. Puis les 33 obliquent vers le sud-ouest, empruntant ainsi la rue Van Oost, desservent la place du Pavillon et après avoir desservi la station du même nom. Après les 33 roulent sur la rue Gallait, puis sont rejoints par les lignes 25 et 94 à Liedts. Ils se séparent des trams 94 et sont rejoints par les 3 à Thomas. Les 33 s'engouffrent ensuite dans les tunnels de l’axe Nord-Sud entre la Gare du Nord et Albert. Après avoir desservi la station Albert, les trams ressortent du tunnel et au milieu de la rue Albert dessert la station Berkendael. Ils bifurquent ensuite sur l’avenue Brugmann où ils croisent la ligne de tram 92. Sur cette même artère, ils longent le square des Héros où elles se séparent du 92 et rencontrent le 97 prolongé jusqu’au Dieweg. Ils traversent la place Danco au niveau de la station Globe où elle croise la ligne de tram 51. Puis ils passent sur la rue de Stalle et croise cette fois-ci, la ligne de tram 32 et était rejointe par la ligne 97 au niveau du Carrefour Stalle. Et enfin, après une courte inter-station bifurque à gauche jusqu’au terminus à 3 voies à quai, en impasse, nommé Stalle Parking auparavant en commun avec la ligne 97 (jusque cette dernière soit prolongée jusqu’au Dieweg).

### Les stations
|   |  |   |   |  | Stations               | Type     | Communes desservies   | Correspondances                       |
| - |  | - | - |  | ---------------------- | -------- | --------------------- | ------------------------------------- |
|   |  | o |   |  | Bordet Station         |          | Evere                 | (T) · (55)                            |
| ⇃ |  |   | o |  | Bâle                   |          | Evere                 | (T) · (55)                            |
|   |  | o |   |  | Bordet Station         |          | Evere                 | (T) · (55)                            |
|   |  | o |   |  | Van Cutsem             |          | Evere                 | (T) · (55)                            |
|   |  | o |   |  | Fonson                 |          | Evere                 | (T) · (55)                            |
|   |  | o |   |  | Paix                   |          | Evere                 | (T) · (55)                            |
|   |  | o |   |  | Tilleul                |          | Evere / Schaerbeek    | (T) · (55)                            |
|   |  | o |   |  | Helmet                 |          | Schaerbeek            | (T) · (55)                            |
|   |  | o |   |  | Foyer Scharbeekois     |          | Schaerbeek            | (T) · (55)                            |
|   |  | o |   |  | Waelhem                |          | Schaerbeek            | (T) · (55)                            |
|   |  | o |   |  | Verboekhoven           |          | Schaerbeek            | (T) · (55) · (92)                     |
|   |  | o |   |  | Pavillon               |          | Schaerbeek            | (T) · (55)                            |
| ⇃ |  |   | o |  | Rubens                 |          | Schaerbeek            | (T) · (55)                            |
|   |  | o |   |  | Liedts                 |          | Schaerbeek            | (T) · (25) · (55) · (94)              |
|   |  | o |   |  | Thomas                 |          | Schaerbeek            | (T) · (3) · (25) · (55) · (94)        |
|   |  | o |   |  | Gare du Nord           | Prémétro | Schaerbeek            | - SNCB                                |
|   |  | o |   |  | Rogier                 | Prémétro | Bruxelles-ville       | -                                     |
|   |  | o |   |  | De Brouckère           | Prémétro | Bruxelles-ville       | -                                     |
|   |  | o |   |  | Bourse                 | Prémétro | Bruxelles-ville       | (T) · (3) · (31) · (32)               |
|   |  | o |   |  | Anneessens             | Prémétro | Bruxelles-ville       | (T) · (3) · (31) · (32)               |
|   |  | o |   |  | Lemonnier              | Prémétro | Bruxelles-ville       | (T) · (3) · (31) · (32) · (51) · (83) |
|   |  | o |   |  | Gare du Midi           | Prémétro | Saint-Gilles          | - SNCB                                |
|   |  | o |   |  | Porte de Hal           | Prémétro | Saint-Gilles          | (M) · (2) · (6) · (T) · (3) · (51)    |
|   |  | o |   |  | Parvis de Saint-Gilles | Prémétro | Saint-Gilles          | (T) · (3) · (51)                      |
|   |  | o |   |  | Horta                  | Prémétro | Saint-Gilles          | (T) · (3) · (51) · (83) · (97)        |
|   |  | o |   |  | Albert                 | Prémétro | Forest / Saint-Gilles | (T) · (3) · (51)                      |
|   |  | o |   |  | Berkendael             |          | Forest                | (T) · (3)                             |
|   |  | o |   |  | Vanderkindere          |          | Uccle                 | (T) · (3) · (7) · (92)                |
|   |  | o |   |  | Messidor               |          | Uccle                 | (T) · (92)                            |
|   |  | o |   |  | Boetendael             |          | Uccle                 | (T) · (92)                            |
|   |  | o |   |  | Héros                  |          | Uccle                 | (T) · (92)                            |
|   |  | o |   |  | Globe                  |          | Uccle                 | (T) · (51) · (97)                     |
|   |  | o |   |  | Wagon                  |          | Uccle                 | (T) · (97)                            |
|   |  | o |   |  | Égide Van Ophem        |          | Uccle                 | (T) · (97)                            |
|   |  | o |   |  | Carrefour Stalle       |          | Uccle                 | (T) · (32) · (97)                     |
|   |  | o |   |  | Stalle P               |          | Uccle                 |                                       |

## Exploitation

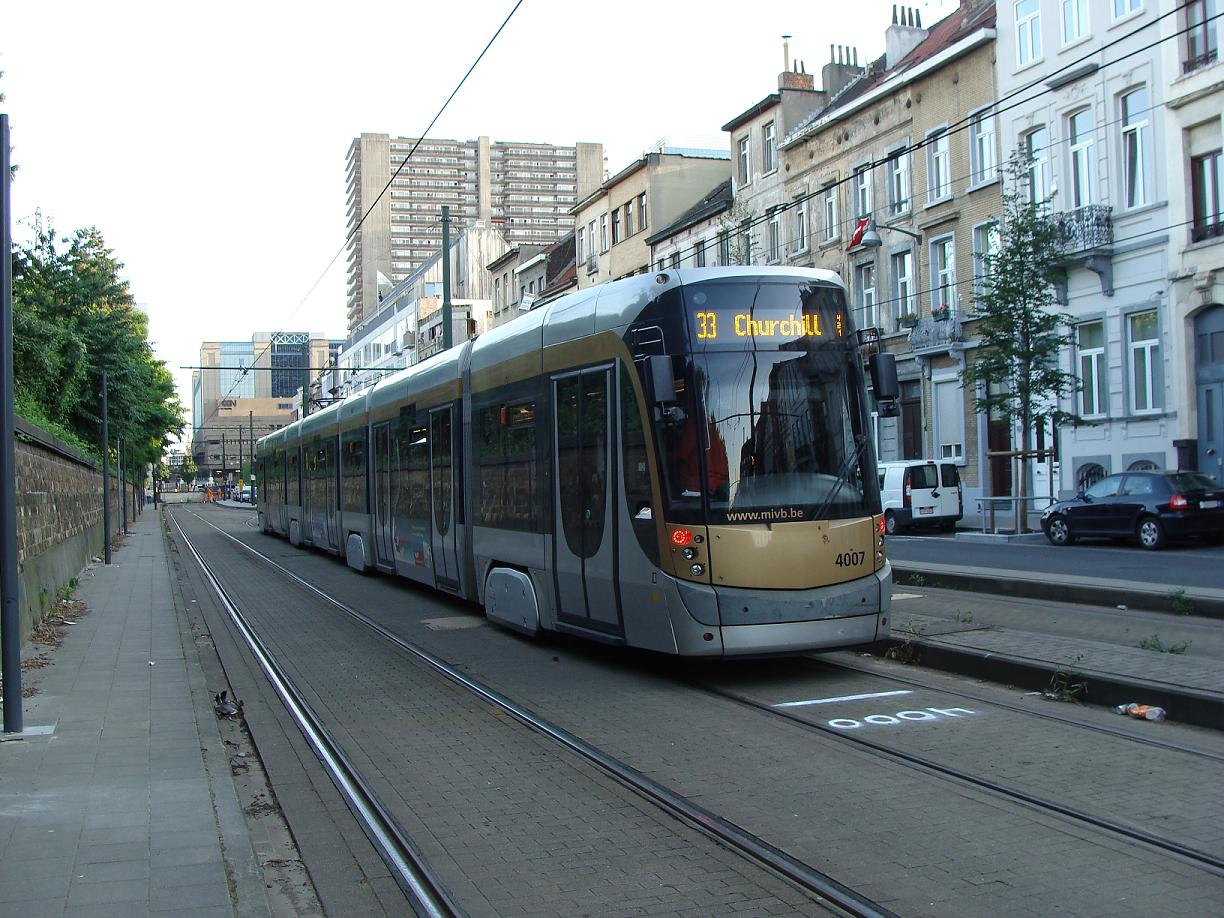
Motrice 3039 au point de rebroussement de Gare du Nord.

La ligne 33 du tramway de Bruxelles était exploitée par la STIB. Elle fonctionnait environ entre 20h et 1 h, tous les soirs sur la totalité du parcours et à la cadence d'un tram toutes les 20 minutes. Les tramways rallient Bordet Station à Stalle P en 50 minutes environ grâce à la traversée souterraine du centre de Bruxelles en empruntant l'axe prémétro Nord-Sud.

### Tarification et financement
La tarification de la ligne était identique à celles des autres lignes de tramway exploitées par la STIB ainsi que les réseaux urbains bruxellois TEC, De Lijn, SNCB et accessible avec les mêmes abonnements sauf sur le tronçon NATO-Brussels Airport des lignes 12 et 21. Un ticket peut permettre par exemple 1, 5 ou 10 voyages avec possibilité de correspondance.
Le financement du fonctionnement de la ligne, entretien, matériel et charges de personnel, est assuré par la STIB.

## Matériel roulant
La ligne 33 du tramway de Bruxelles était équipée de T 3000, les nouveaux trams à plancher bas intégral, de long gabarit et très grande capacité du réseau. Ils représentent le renouveau du tramway à Bruxelles, par rapport aux tramways PCC actuellement en service.

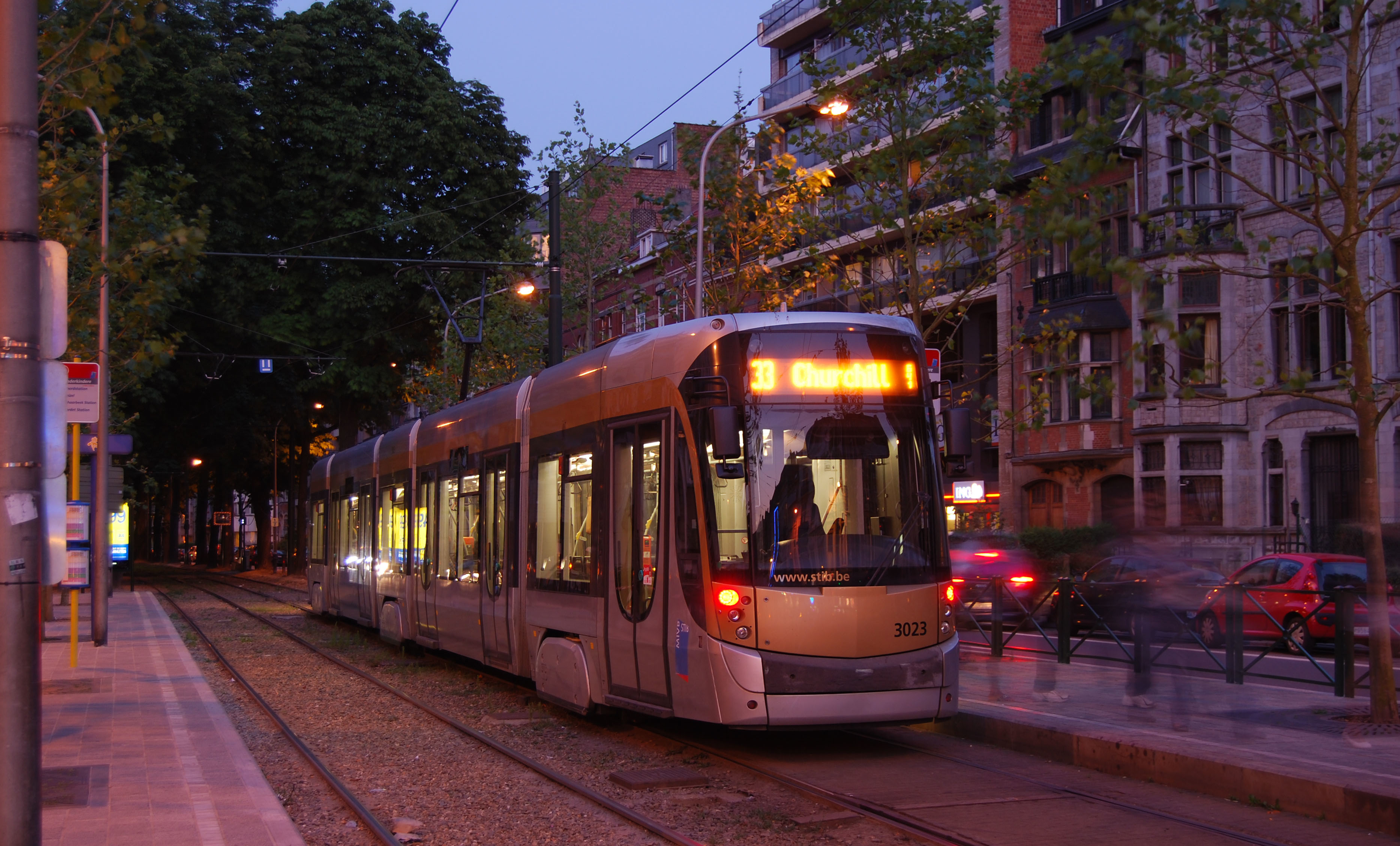
Tram 3023 à "Vanderkindere" avant d'arriver sur son ancien terminus.

## Anecdotes
- Il ne s'agit pas de la ligne de tram citée par Jacques Brel dans sa chanson Madeleine. La ligne 33 à laquelle fait allusion Brel était une ancienne ligne portant le même numéro, mais supprimée bien avant la création de la ligne dont il est question dans cet article. La ligne dont parle Brel partait du square Henri Rey à Anderlecht, à proximité du domicile de l'artiste. Elle passait par la gare du Midi, porte de Hal,  Sablons, les Palais royaux, la place de Luxembourg, le cimetière d'Ixelles pour se terminer à Boitsfort. Elle fut remplacée par un bus le 13 octobre 1960. La ligne disparut définitivement en 1968 au profit des lignes 21 et 95 de la STIB.
- Depuis le 1er juin 2018, la ligne 33 est une Citybus : la première ligne 100% électrique de la STIB qui relie le haut et le bas de la ville de Bruxelles et qui circule entre Louise et Dansaert[7].